# Fraccionamiento California
Fraccionamiento California är en ort i Mexiko.   Den ligger i kommunen Cuerámaro och delstaten Guanajuato, i den centrala delen av landet, 300 km nordväst om huvudstaden Mexico City. Fraccionamiento California ligger 1 729 meter över havet och antalet invånare är 118.
Terrängen runt Fraccionamiento California är platt åt nordost, men åt sydväst är den kuperad. Runt Fraccionamiento California är det ganska tätbefolkat, med 72 invånare per kvadratkilometer. Närmaste större samhälle är Cuerámaro, 1,6 km sydost om Fraccionamiento California. I omgivningarna runt Fraccionamiento California växer huvudsakligen savannskog.